# Круглый стол короля Артура
Круглый стол короля Артура — хендж эпохи неолита в деревне Имонт-Бридж в английском графстве Камбрия, примерно в 2 км к юго-востоку от Пенрита. Объект открыт для свободных посещений, находится под контролем «Английского Наследия».

## Описание
Хендж имеет около 90 метров в диаметре, первоначально — с двумя входами, из которых, в результате строительства современной дороги, сохранился только юго-восточный. Высота внешнего вала составляет 1,5 м, ширина внутреннего рва — 9 метров. Дно рва плоское, глубина составила 1,4 метра в результате раскопок в 1937 и 1939 гг. Уильям Стьюкли сделал запись о двух стоящих камнях за пределами северного входа, хотя они больше не видны.
У северного конца хенджа теперь проходит автомагистраль B5320 (прежнее название — A592) и находится отель «Crown».

## Исследования
Попытки превратить это место в сад в XIX столетии привели к появлению приподнятого плато в центре. Во время раскопок в 1930-х годах в середине хенджа было обнаружено углубление для кремации, длиной 2,4 метра, шириной — 0,8 м, и всего 0,25 м глубиной. Углубление содержало обожжёные кости и, возможно, было скрыто под каменной надстройкой, хотя для анализа мало что уцелело.

## Близлежащие объекты
Другой хендж, так называемый «Малый Круглый стол», стоял в 200 метрах к югу, но был разрушен в XIX веке. Лучше сохранился хендж Мейберг в 400 метрах от объекта.